# Judd Buchanan
Julian Judd Buchanan (né le 25 juillet 1929 à Edmonton, en Alberta) est un ancien homme politique et homme d'affaires canadien.
Après une carrière dans le secteur de l'assurance-vie auprès de la London Life, il a été élu à la Chambre des communes du Canada lors des élections de 1968 en tant que député libéral de London-Ouest.
Il a été secrétaire parlementaire au début des années 1970, d’abord auprès du ministre des Affaires indiennes et du Nord canadien, puis auprès du ministre des Finances.
Il a été nommé au Cabinet par le premier ministre Pierre Trudeau en 1974 en tant que ministre des Affaires indiennes et du Nord canadien. Il a agit par la suite comme ministre des Travaux publics et  ministre d'État chargé des Sciences et de la Technologie (1976) et président du Conseil du Trésor de 1978 jusqu'à la défaite du gouvernement Trudeau aux élections de 1979.
Lorsque les libéraux revinrent au pouvoir lors des élections de 1980, Buchanan ne fut pas reporté au Cabinet. Il avait recommandé à Pierre Trudeau de ne pas chercher à redevenir chef du Parti libéral du Canada après la chute du gouvernement de Joe Clark en 1979. Il démissionna de son siège à la Chambre des communes en août 1980 pour retourner dans le secteur privé.
Après sa carrière politique, Buchanan s'est lancé dans l'industrie du tourisme, dirigeant Silver Star Mountain Resorts Ltd. En 1995, il a contribué à la création de la Commission canadienne du tourisme, qui travaille avec le gouvernement pour promouvoir le Canada en tant que destination touristique. Il en a été le président jusqu’à sa retraite en 2002.
En 2000, il a été nommé Officier de l'Ordre du Canada.

## Archives
Il existe un fonds Judd Buchanan à Bibliothèque et Archives Canada.